# Fresnoy-en-Chaussée
Fresnoy-en-Chaussée är en kommun i departementet Somme i regionen Hauts-de-France i norra Frankrike. Kommunen ligger i kantonen Moreuil som tillhör arrondissementet Montdidier. År 2022 hade Fresnoy-en-Chaussée 140 invånare.

## Befolkningsutveckling
Antalet invånare i kommunen Fresnoy-en-Chaussée
| Referens: INSEE |